# إيلين داروز
إيلين داروز (بالفرنسية: Hélène Darroze)‏، (ولدت في 23 فبراير 1967)، هي طاهية فرنسية حائزة على نجمتين من دليل ميشلان في لندن وباريس. وصاحبة مطعم يحمل اسمها في العاصمة الفرنسية باريس. تقوم إيلين أيضا بالإشراف على مطابخ فندق ذي كونوت (بالفرنسية: Hélène Darroze)‏، في العاصمة البريطانية لندن، اختيرت كأفضل طاهية في العالم لعام 2015.